# Tarazona de Guareña

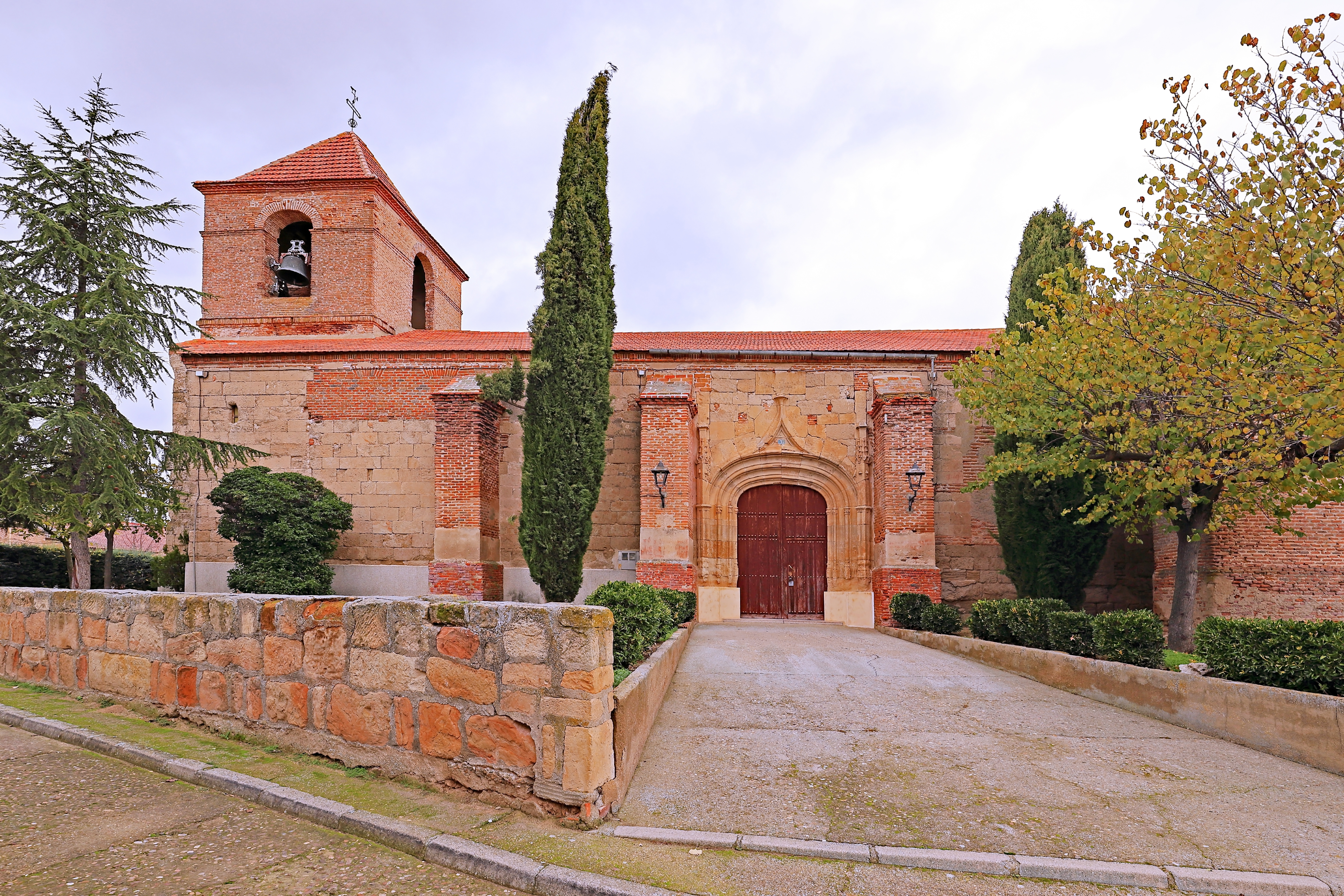
Iglesia parroquial de San Miguel Arcángel

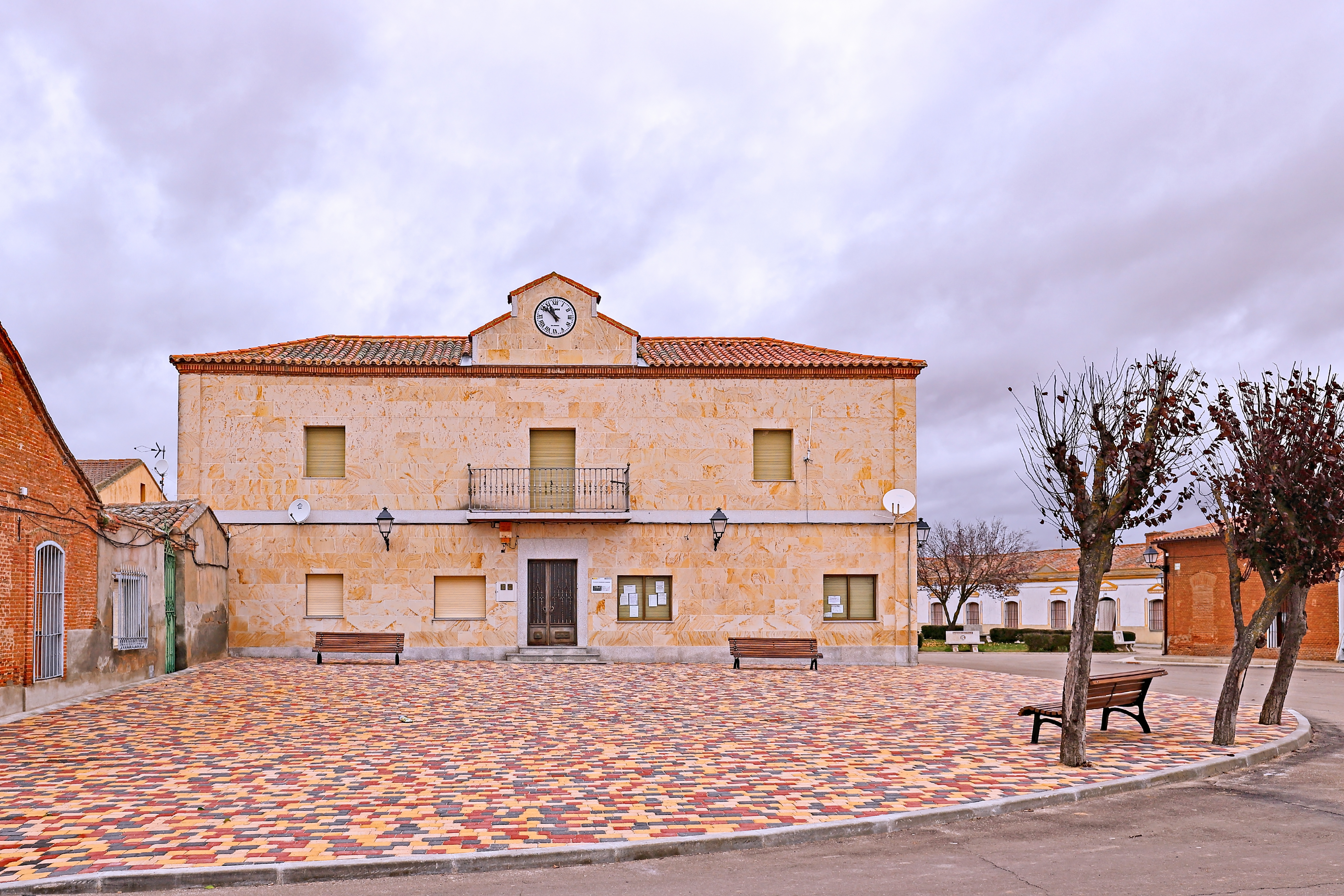
Casa consistorial

Tarazona de Guareña es un municipio y localidad española de la provincia de Salamanca, en la comunidad autónoma de Castilla y León. Se integra dentro de la comarca de la Tierra de Peñaranda y la subcomarca de Las Guareñas. Pertenece al partido judicial de Peñaranda.
Su término municipal está formado por un solo núcleo de población, ocupa una superficie total de 29,26 km² y según los datos demográficos recogidos en el padrón municipal elaborado por el INE en el año 2017, cuenta con una población de 325 habitantes.

### Ubicación
| Noroeste: Torrecilla de la Orden | Norte: Torrecilla de la Orden | Noreste: Fresno el Viejo |
| Oeste: Olmo de la Guareña        |                               | Este: Fresno el Viejo    |
| Suroeste Vallesa de la Guareña   | Sur: Cantalapiedra            | Sureste: Cantalapiedra   |

## Historia
Su fundación se remonta a la repoblación efectuada por los reyes de León en la Edad Media, quedando integrado en el cuarto de Villoria de la jurisdicción de Salamanca, dentro del Reino de León. Denominado en el siglo XIII "Taraçona", posiblemente por emplearse en su repoblación medieval gentes procedentes de la ciudad aragonesa de Tarazona, debe el "de Guareña" a situarse en el entorno del valle del río Guareña. Con la creación de las actuales provincias en 1833, Tarazona de Guareña quedó encuadrado en la provincia de Salamanca, dentro de la Región Leonesa. El 2 de julio de 1916, la localidad cambió su denominación oficial de Tarazona por la de Tarazona de Guareña.

## Geografía humana

### Demografía
Cuenta con una población de 269 habitantes (INE 2024).
| Gráfica de evolución demográfica de Tarazona de Guareña entre 1842 y 2021 |
| |
| Población de derecho según los censos de población del INE Población de hecho según los censos de población del INEEn estos censos se denominaba Tarazona: 1842, 1857, 1860, 1877, 1887, 1897, 1900 y 1910 |

## Cultura

### Fiestas
Las fiestas de Tarazona de Guareña son el 29 de septiembre, en San Miguel Arcángel. En estas fiestas predominan las actividades taurinas, tales como encierros callejeros, encierros por el campo donde numerosos jinetes conducen a los astados desde el campo hasta la plaza de toros, corridas de toros donde todo el que tenga valor puede salir a dar una pase de pecho. También son típicas las "peñas" grupos de amigos de diferentes edades y sexos que se unen para festejar estos días, invitando a los forasteros a disfrutar de sus fiestas.

## Administración y política
| Partido político                         | 2019  | 2019  | 2019       | 2015  | 2015  | 2015       | 2011  | 2011  | 2011       | 2007  | 2007  | 2007       | 2003  | 2003  | 2003       |
| Partido político                         | %     | Votos | Concejales | %     | Votos | Concejales | %     | Votos | Concejales | %     | Votos | Concejales | %     | Votos | Concejales |
| Partido Popular (PP)                     | 67,72 | 172   | 5          | 68,28 | 183   | 5          | 59,33 | 178   | 4          | 53,00 | 168   | 4          | 54,19 | 181   | 4          |
| Tarazona en Común (TEC)                  | 22,83 | 58    | 2          | —     | —     | —          | —     | —     | —          | —     | —     | —          | —     | —     | —          |
| Partido Socialista Obrero Español (PSOE) | 8,27  | 21    | 0          | 30,60 | 82    | 2          | 40,33 | 121   | 3          | 47,00 | 149   | 3          | 45,21 | 151   | 3          |